# Tesa (zespół muzyczny)
Tesa – łotewski zespół, wykonujący muzykę w estetyce post-metal/sludge metal, założony w 2005 roku w Rydze przez członków istniejących wcześniej grup In.Stora, Kriegopfer oraz Les Corte.

## Skład
- Davis Burmesters - gitara
- Janis Burmesters  - perkusja, wokal
- Karlis - gitara basowa, wokal

## Dyskografia
- Depo (demo, 2006)
- Tagad (EP, 2006)
- Nekad (EP, 2007)
- Heartbeatsfromthesky (2008)
- Bökanövsky / Tesa (split, 2009)